# Kapela Mbiyavanga
Kapela Mbiyavanga, né le 12 février 1976 à Kinshasa, est un footballeur international congolais, actuel entraîneur de l'União SC do Uíge d'Angola, qui joue au sein de la Girabola.

## Biographie

### Carrière en club
En 1994, alors âgé de 18 ans, il est recruté par le DC Motema Pembe, club de son pays natal. Il joue un total de cinq saisons avec cette équipe, en remportant trois Linafoot, et la Coupe des coupes en 1994. 
Après son départ du club lors mercato hivernal de 2000, il rejoint l'Atlético Pétroles Luanda d'Angola. Dès sa première année, il remporte la Girabola et la Coupe angolaise. Il réitère cette performance la saison suivante. En 2002, il remporte en plus la Supercopa d'Angola. 
Il atteint également avec cette équipe les demi-finales de la Ligue des champions de la CAF en 2001. Il se met en évidence lors de cette compétition, en inscrivant un but en phase de poule face au club égyptien d'Al Ahly, puis un doublé en demi-finale face au club sud-africain des Mamelodi Sundowns.
En 2005, il est prêté une saison envers le club sud-africain de Maritzburg. Il est également de nouveau prêté au club de 1° de Agosto en 2007. En 2008, il est transféré au Kabuscorp SC, club dans lequel il prend sa retraite de joueur en 2010.
La même année, il devient entraîneur adjoint du Kabuscorp SC, charge qu'il occupe pendant un an. Il devient ensuite l'entraîneur de l'União SC do Uíge pour la saison 2011/2012. Il redevient entraîneur de cette équipe en mai 2014.

### Carrière internationale
Il fait ses débuts avec la sélection en 1995, juste un an après avoir fait ses débuts de footballeur. Il joue un total de 53 matchs en équipe nationale, en inscrivant 15 buts[réf. nécessaire]. 
Il participe avec l'équipe de république démocratique du Congo à la Coupe d'Afrique des nations 2002 organisée au Mali. Lors de cette compétition, il joue deux matchs, avec pour résultats un nul et une défaite.
Il participe également aux éliminatoires de la Coupe du monde 2002.

## Clubs

### Comme joueur
| Club                         | Pays           | Année       |
| ---------------------------- | -------------- | ----------- |
| DC Motema Pembe              | Zaïre          | 1994 - 1999 |
| Atlético Petróleos Luanda    | Angola         | 2000 - 2005 |
| Maritzburg United FC (prêt)  | Afrique du Sud | 2005 - 2006 |
| Atlético Petróleos Luanda    | Angola         | 2006 - 2007 |
| CD Primeiro de Agosto (prêt) | Angola         | 2007 - 2008 |
| Kabuscorp SC do Palanca      | Angola         | 2008 - 2010 |

### Comme entraîneur
| Club                              | Pays   | Année       |
| --------------------------------- | ------ | ----------- |
| Kabuscorp SC (Entraîneur adjoint) | Angola | 2010 - 2011 |
| União SC do Uíge                  | Angola | 2011 - 2012 |
| União SC do Uíge                  | Angola | 2014 -      |

## Palmarès

### Comme joueur

#### Compétitions nationales
| Titre               | Club                      | Pays                             | Année |
| ------------------- | ------------------------- | -------------------------------- | ----- |
| Linafoot            | DC Motema Pembe           | République démocratique du Congo | 1996  |
| Linafoot            | DC Motema Pembe           | République démocratique du Congo | 1998  |
| Linafoot            | DC Motema Pembe           | République démocratique du Congo | 1999  |
| Girabola            | Atlético Petróleos Luanda | Angola                           | 2000  |
| Girabola            | Atlético Petróleos Luanda | Angola                           | 2001  |
| Coupe d'Angola      | Atlético Petróleos Luanda | Angola                           | 2000  |
| Coupe d'Angola      | Atlético Petróleos Luanda | Angola                           | 2002  |
| Supercopa de Angola | Atlético Petróleos Luanda | Angola                           | 2002  |

#### Compétitions internationales
| Titre            | Club            | Pays                             | Année |
| ---------------- | --------------- | -------------------------------- | ----- |
| Coupe des coupes | DC Motema Pembe | République démocratique du Congo | 1994  |